# Apeadeiro de Lagoa da Palha
O apeadeiro de Lagoa da Palha é uma gare da Linha do Alentejo, que servia a aldeia de Lagoa da Palha, no município de Palmela, em Portugal.

## Descrição
O local desta interface encerrada situa-se junto à localidade epónima, a menos de um quilómetro do seu centro (escola), no limite nascente da malha urbana de Pinhal Novo.
Situa-se junto a esta interface, ao PK 17+483, a zona neutra de Lagoa da Palha que isola os troços da rede alimentados respetivamente pelas subestações de tração de Pegões e de Fogueteiro.

## História
O apeadeiro de Lagoa da Palha insere-se no lanço da Linha do Alentejo entre o Barreiro e Bombel, que entrou ao serviço em 15 de Junho de 1857.
Esta interface é indicada como paragem («par.» — classificação informal “abaixo” da de apeadeiro) nos horários de 1984, e surge ainda na documentação oficial de 1985, mas não já nos de 2003, tendo sido encerrada ao serviço entretanto. Quando ainda em via única, o abrigo de plataforma situava-se do lado sul da via (lado direito do sentido ascendente, para Funcheira).
Aquando da eletrificação deste troço da via, em 2004, o nome da extinta interface foi recuperado para designar uma das zonas neutras criadas para o efeito.